# Lorraine 5t
Chenillette 5 tonnes Lorraine, или Lorraine 5t (с фр. «5-тонная танкетка») — французская лёгкая противотанковая самоходная установка, разработанная в 1952 году и произведённая в количестве одного прототипа компанией Lorraine. Известная под некорректным обозначением ELC Lorraine (в связи со схожестью с другими разработками проекта Engin Léger de Combat), «танкетка» отличалась уникальной боевой компоновкой — всего один член экипажа мог одновременно управлять машиной и вести огонь из шести безоткатных орудий.

## История создания
САУ Lorraine 5t была результатом разработки проекта боевой машины с низким и «обтекаемым» силуэтом, малой массой (4,5—5 тонн) и вооружением в виде шести безоткатных 105-мм пушек. Также требовались высокая мобильность и манёвренность.
Корпус предполагалось сконструировать таким образом, чтобы обеспечивать танкисту быстрый доступ внутрь танка и доступ из отделения управления прямо к двигателю, а также возможность быстрого снятия и замены внутренних модулей. Ресурс гусениц должен был составлять не менее 4 000 км, механическая трансмиссия должна позволять самоходке развивать скорость 80 км/ч и обеспечивать быстрый разворот на месте. Предполагалось применить новые технические решения для упрощения управления машиной.

## Описание конструкции

### Корпус и башня
Корпус танка был сварен из катаных бронелистов, за исключением лобовой литой детали. За ней располагалась трансмиссия. В центре корпуса находилось моторное отделение. В задней части корпуса находилось отделение для ведения боя и управления машиной, прямо над ним располагалась башня.
На каждую сторону башни крепилась ниша с вооружением. Наблюдение обеспечивалось пятью триплексами, находившимися в передней части крыши башни и по бокам от люка танкиста. Также в передней части был размещён прицел. Горизонтальные углы наведения башни составляли 90 градусов в ту или иную сторону.

### Ходовая часть
Ходовая часть одной из сторон состояла из четырёх катков с резиновыми покрышками. Амортизация обеспечивалась торсионной подвеской. Гусеничная лента поддерживалась двумя роликами. Ленивец находился сзади, звёздочка — спереди, непосредственно у трансмиссионного отделения.

### Вооружение
В каждой башенной нише находились три безоткатных 105-мм пушки M27, поверх них крепился один пулемёт Reibel, который, вероятно, заряжался трассирующими пулями и служил в качестве пристрелочного. Вертикальные углы наводки орудий варьировались от -5 до +13 градусов.
Боекомплект пушек состоял из 18 боеприпасов (6 в боевой готовности, ещё 12 в корпусе). О боезапасе пулемётов данных нет.
| Тип боеприпаса             | Индекс | Масса снаряда | Наполнитель    |
| -------------------------- | ------ | ------------- | -------------- |
| Кумулятивный снаряд        | NR 160 | Н/Д           | Н/Д            |
| Бронебойно-фугасный снаряд | NR 601 | 7,8 кг        | Composition A3 |
| Шрапнельный снаряд         | NR 483 | Н/Д           | флешетты       |

### Защищённость
Машина жертвовала защищённостью ради мобильности: максимальная толщина литого бронирования во лбу составляла 10 мм, катаного бронирования по бортам и в корме — 7 мм. На дистанции в полкилометра этого хватает для защиты лишь от пуль винтовочного калибра. Несмотря на это, танкист находился за трансмиссией и двигателем, что, в теории, повышало его живучесть в случае попаданий из крупнокалиберных пулемётов.

### Мобильность
Lorraine 5t приводилась в движение 130-сильным бензиновым оппозитным 8-цилиндровым двигателем Panhard с воздушным охлаждением. При боевой массе в 5 250 кг, удельная мощность составляла 24,7 л.с./т. Число передач равнялось девяти. Максимальная скорость составляла 80 км/ч.
| Номер передачи | При 4 000 об/мин | При 2 500 об/мин (макс. крутящий момент) |
| -------------- | ---------------- | ---------------------------------------- |
| №1             | 4,4 км/ч         | 2,72 км/ч                                |
| №2             | 6,35 км/ч        | 3,96 км/ч                                |
| №3             | 9,2 км/ч         | 5,75 км/ч                                |
| №4             | 13,1 км/ч        | 8,18 км/ч                                |
| №5             | 18,8 км/ч        | 11,75 км/ч                               |
| №6             | 27 км/ч          | 16,8 км/ч                                |
| №7             | 38,8 км/ч        | 24,2 км/ч                                |
| №8             | 55,7 км/ч        | 34,8 км/ч                                |
| №9             | 80 км/ч          | 50 км/ч                                  |

### Прочее
Два свинцово-кислотных аккумулятора напряжением 12V каждый обеспечивали электропитанием стартер двигателя и системы подсветки внутри боевого отделения, а также служили в качестве вспомогательной силовой установки.
Танкист обеспечивался двумя комплектами техобслуживания самоходки, один из которых находился в боевом отделении, а другой — снаружи машины, а также радиостанцией SCR 300.